# Cache-toi dans l'armoire
Cache-toi dans l'armoire è un cortometraggio del 1909 diretto da Georges Hatot.